# Bull Novascale

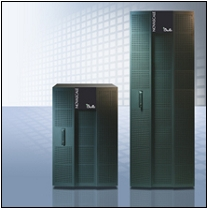
Serveurs Novascale

NovaScale est une famille de serveurs ouverts et standard, développée par Bull depuis 2003.
Les serveurs NovaScale supportent les applications Windows, Linux (Red Hat, SuSe) et, pour les plus puissants d’entre eux, les applications mainframe GCOS (7 et 8).
Les serveurs NovaScale peuvent s'organiser avec des serveurs en format tour ou rack, des serveurs lames et des grands serveurs multi processeurs (SMP), autonomes ou au sein d’architectures « clusters » ou « grilles informatiques ».
Les serveurs NovaScale sont ainsi utilisés par TERA-10 (installé au commissariat à l'énergie atomique (CEA) en France).